# موريس فيليب
موريس فيليب (بالإنجليزية: Maurice Philippe)‏ هو مهندس بريطاني، ولد في 30 أبريل 1932، وتوفي في 5 يونيو 1989 في West Byfleet ‏ في المملكة المتحدة.